# Долгий день уходит в ночь
«Долгое путешествие в ночь (полночь)» или «Долгий день уходит в ночь» — драма американского драматурга Юджина О’Нила, за которую ему была присуждена Пулитцеровская премия (1957, посмертно). Премьера состоялась 2 февраля 1956 года в Королевском драматическом театре (Стокгольм).

## Постановки в СССР и России
- 1988 — Малый театр. Перевод и литературная редакция В. Я. Вульфа. Режиссёр-постановщик: С. И. Яшин. Художник: Е. Качелаева. Композитор: Ю. В. Прялкин. В ролях: Джеймс Тайрон — Роман Филиппов, Мэри — Наталья Вилькина, Джейми — Александр Михайлов, Эдмунд — Олег Штефанко, Кэтлин — Наталья Боронина.
- 1995 — Московский драматический театр имени Н. В. Гоголя. Перевод и литературная редакция В. Я. Вульфа. Режиссёр-постановщик: С. И. Яшин. Художник: Е. Качелаева. Композитор: Ю. В. Прялкин. В ролях: Джеймс Тайрон — Владимир Самойлов, Мэри — Светлана Брагарник, Джейми — Олег Гущин, Эдмунд — Андрей Болсунов, Кэтлин — Ирина Выборнова.
- 2008 — Малый драматический театр. Сценическая композиция и постановка Л. А. Додина; художник: А. Боровский.
- 2008 — Театр им. Моссовета. Режиссёр-постановщик: Павел Сафонов, художник: Виктор Платонов.

## Экранизации
- 1962 — Реж. Сидни Люмет.
- 1982 — Реж. Уильям Вудман.
- 1987 — Реж. Джонатан Миллер.
- 1989 — телеверсия спектакля Малого театра